# Hiroshi Naitō
Hiroshi Naitō (内藤 廣, Naitō Hiroshi), né en 1950 à Yokohama, est un architecte japonais.
Professeur émérite à l'université de Tokyo. Naitō est titulaire d'une maîtrise en architecture de la graduate school de l'université Waseda. Il est architecte en chef chez Fernand Higueras à Madrid de 1976 à 1978 et travaille avec Kikutake Architects à Tokyo de 1979 à 1981. Naitō fonde l'agence « Naito Architect & Associates » en 1981.

## Réalisations
- 1992 : Musée de la mer de Toba, Toba, préfecture de Mie
- 1993 : Autopolois Art Museum, Hita, préfecture d'Ōita
- 1994 : Musée de la pêche (1994)
- 1993/1997 : Chihiro Art Museum, Azumino, préfecture de Nagano
- 1995/1997 : Wohn- und Atelierhaus
- 1997 : Ushibuka Fisherman's Wharf, Amakusa, préfecture de Kumamoto
- 1999 : Centre des visiteurs du parc municipal de Koga, Koga, préfecture d'Ibaraki
- 1999 : Bâtiment principal du jardin botanique Makino et bâtiment d'exposition
- 1999 : Musée botanique
- 2004 : Gare de Bashamichi, Yokohama, préfecture de Kanagawa
- 2005 : Centre des arts de Shimane, Masuda, préfecture de Shimane
- 2008 : Bibliothèque de Bethlelem (en), Medellin, Colombie, 2008[1]
- 2008 : Gare de Hyūgashi, Hyūga, préfecture de Miyazaki
- 2009 : Gare de Kōchi, Kōchi
- 2011 : Gare d'Asahikawa, Asahikawa, Hokkaidō

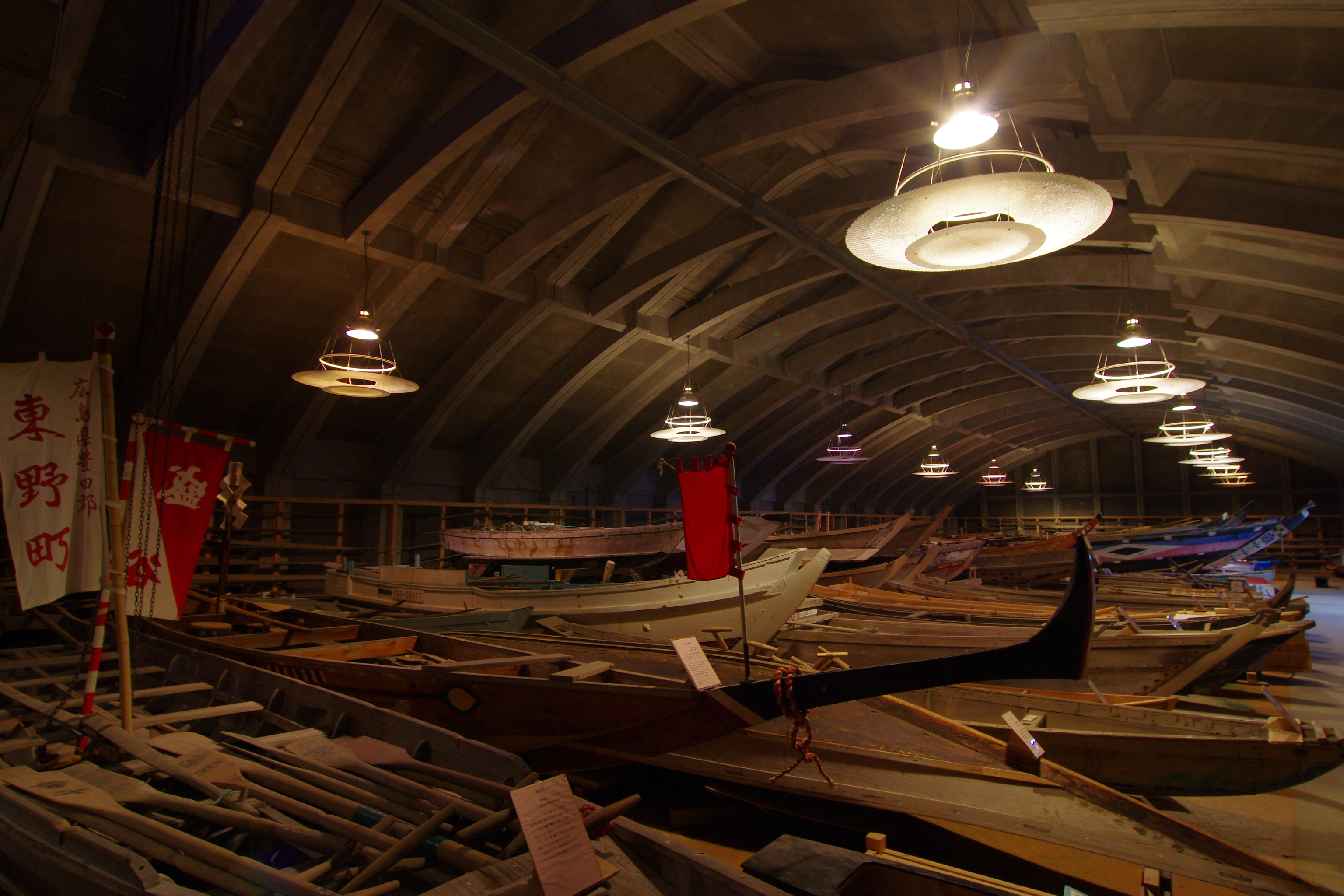
Musée de la mer de Toba
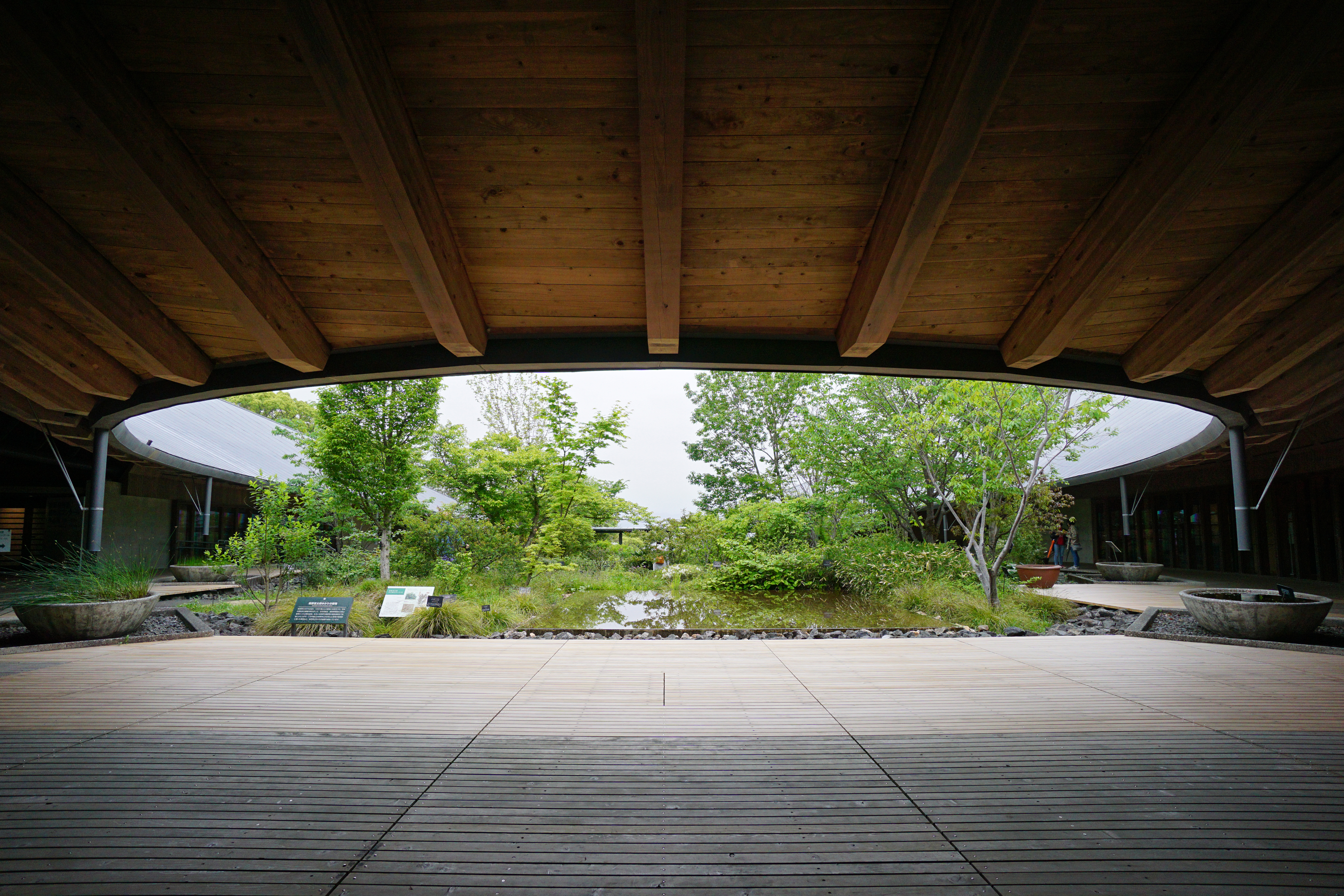
Jardin botanique Makino à Kōchi,
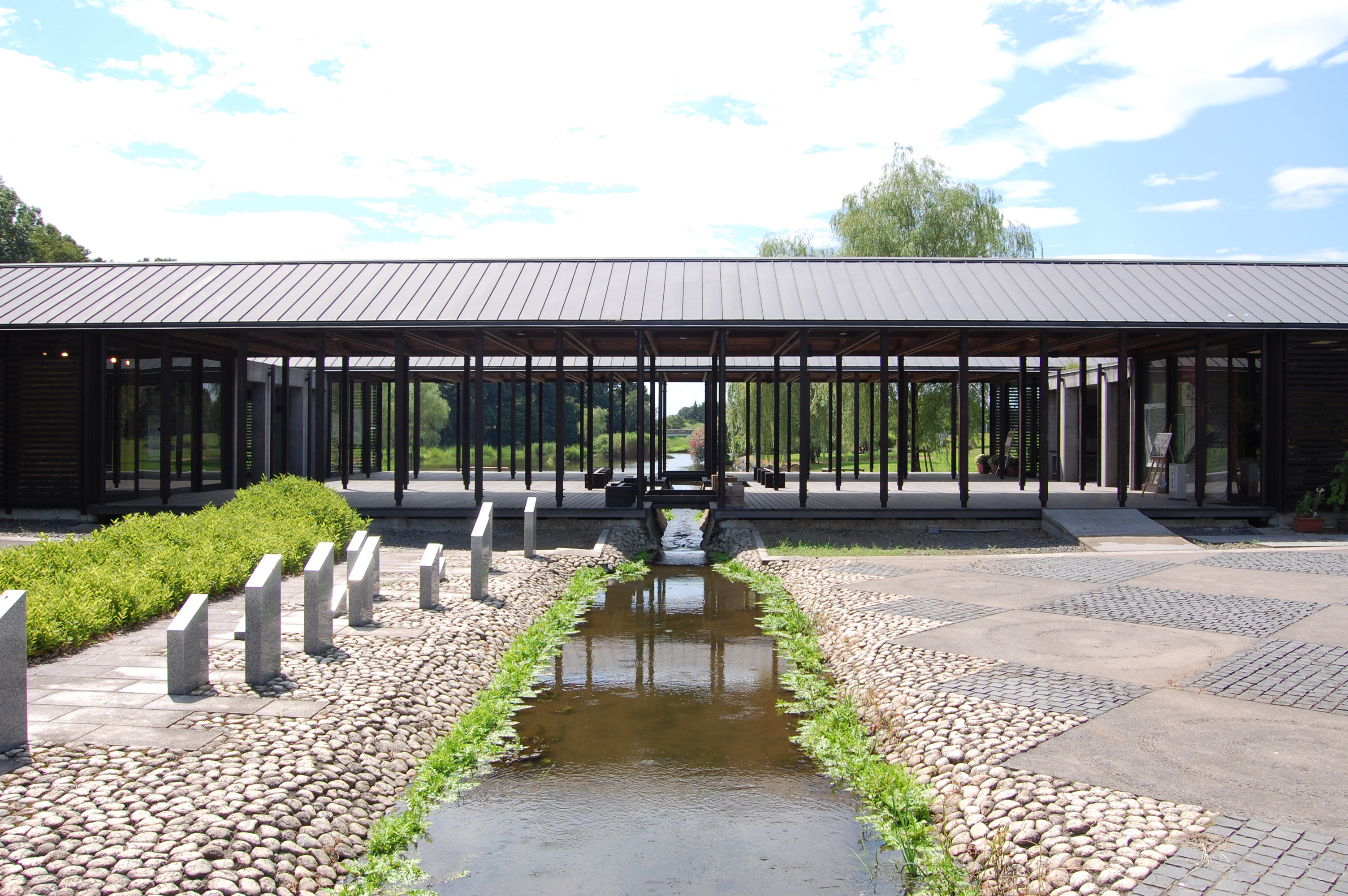
Centre des visiteurs au parc municipal de Koga dans la préfecture d'Ibaraki
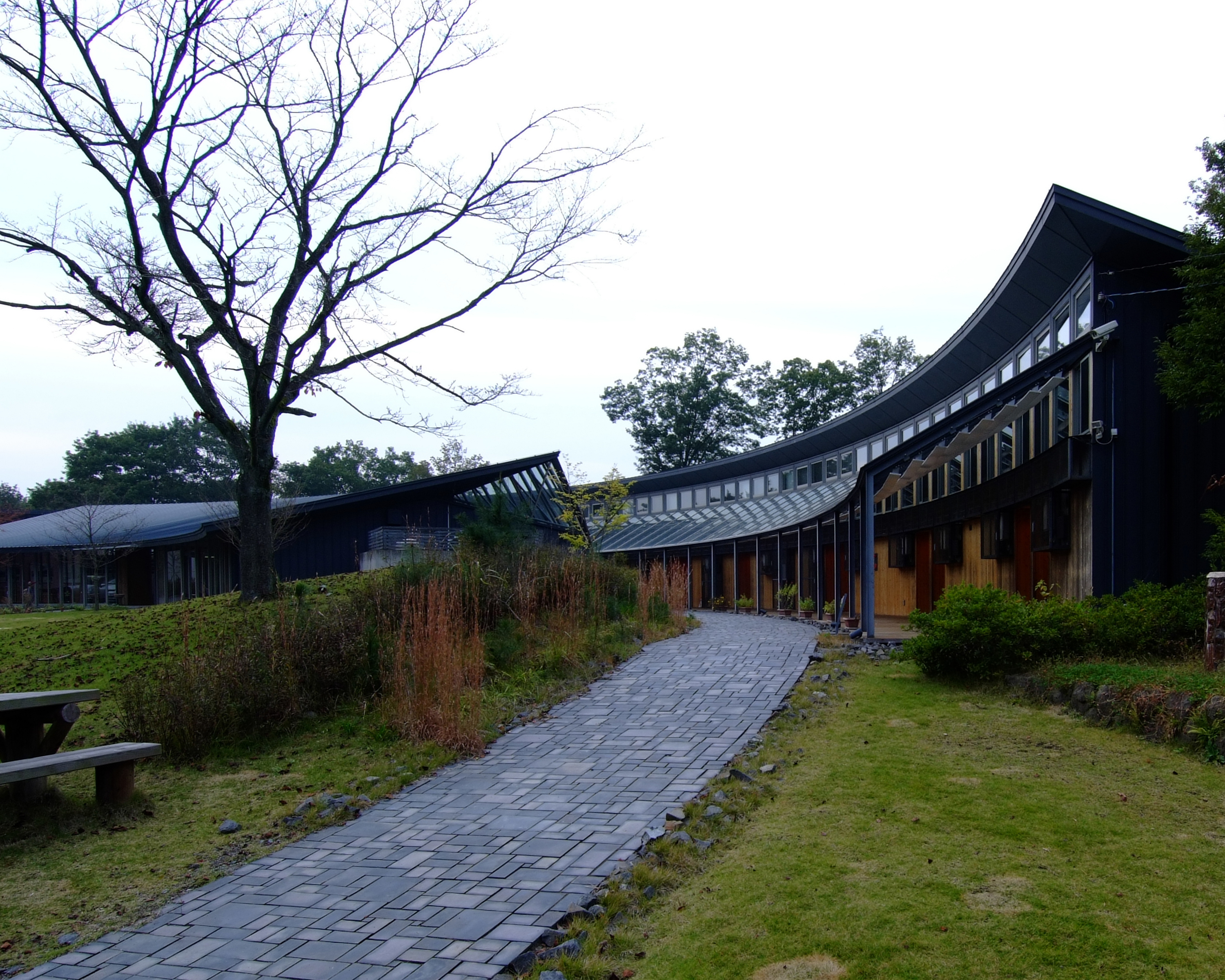
Forest Mashiko, à Mashiko dans la préfecture de Tochigi
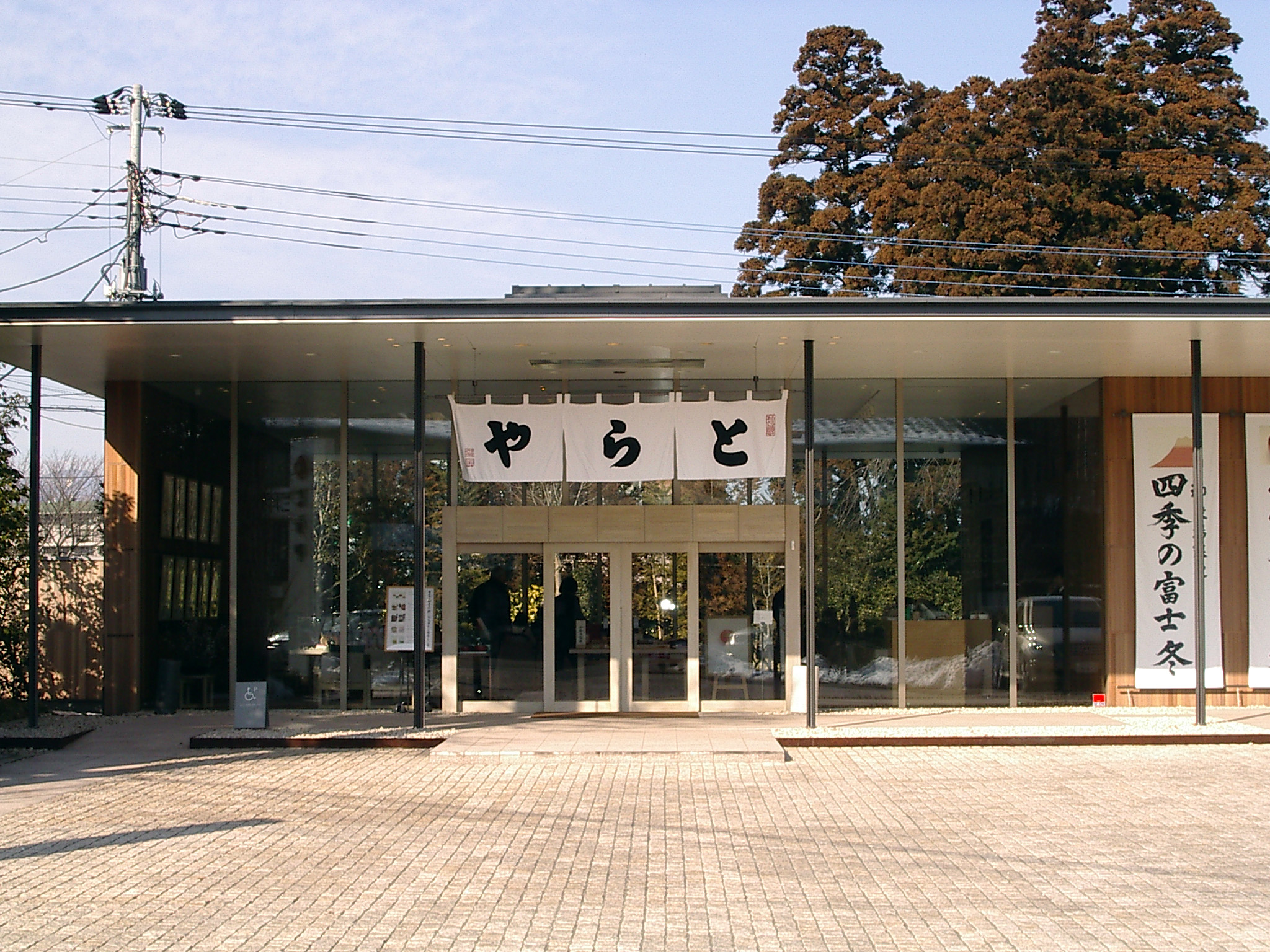
Toraya à Gotemba dans la préfecture de Shizuoka
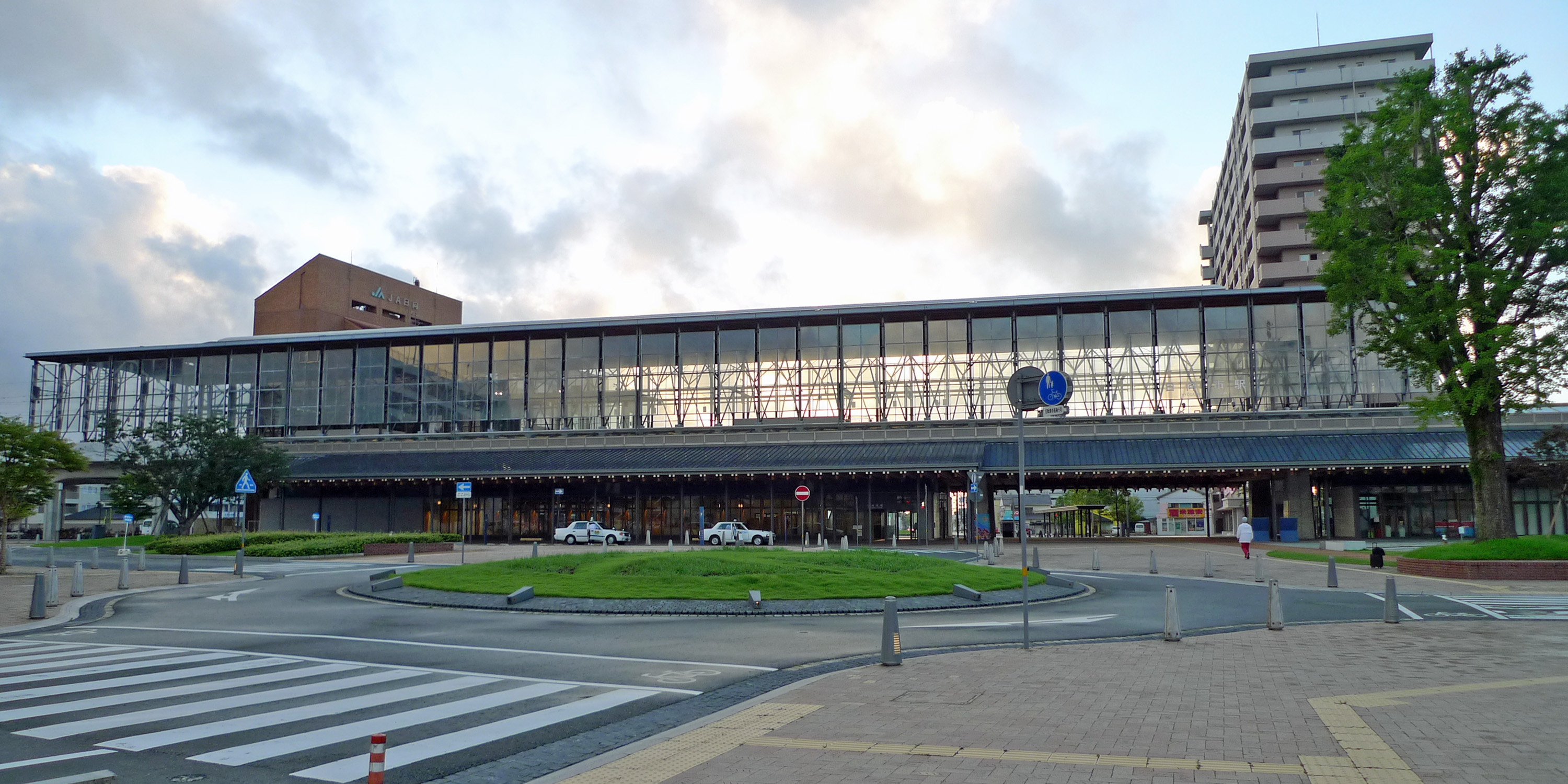
Gare de Hyūgashi, entrée ouest
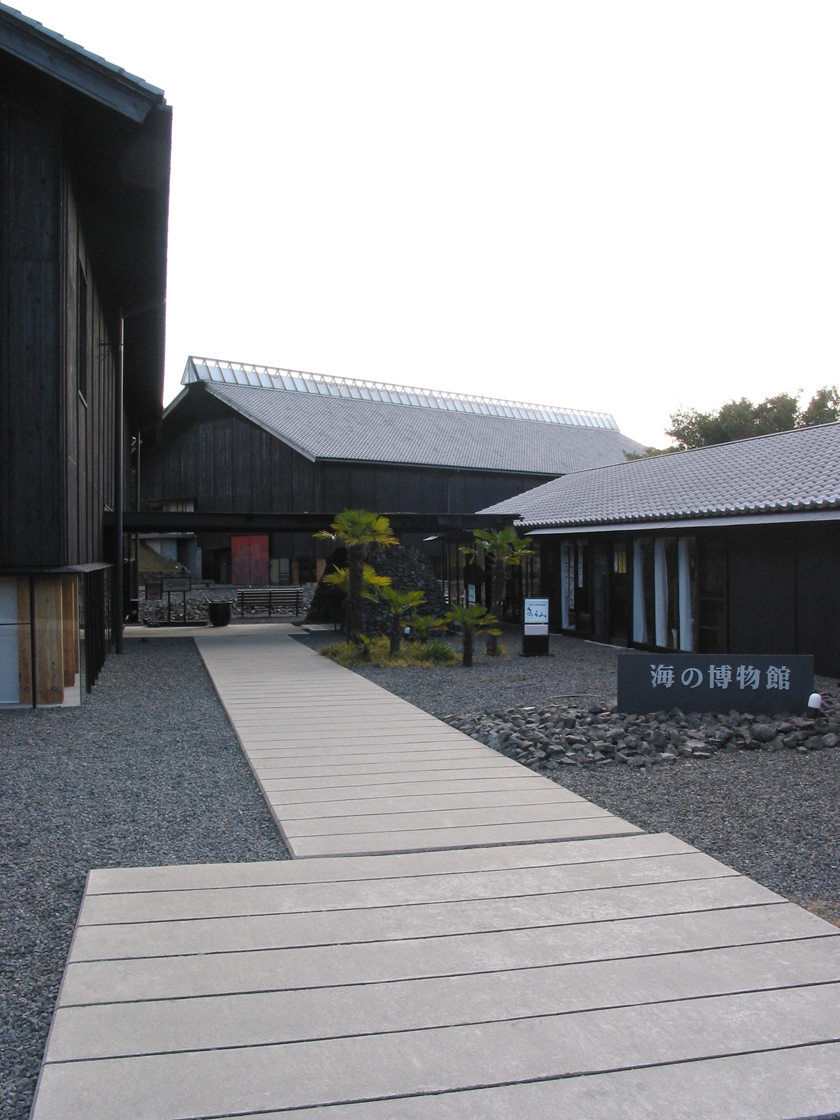
Entrée du musée de la mer  de Toba
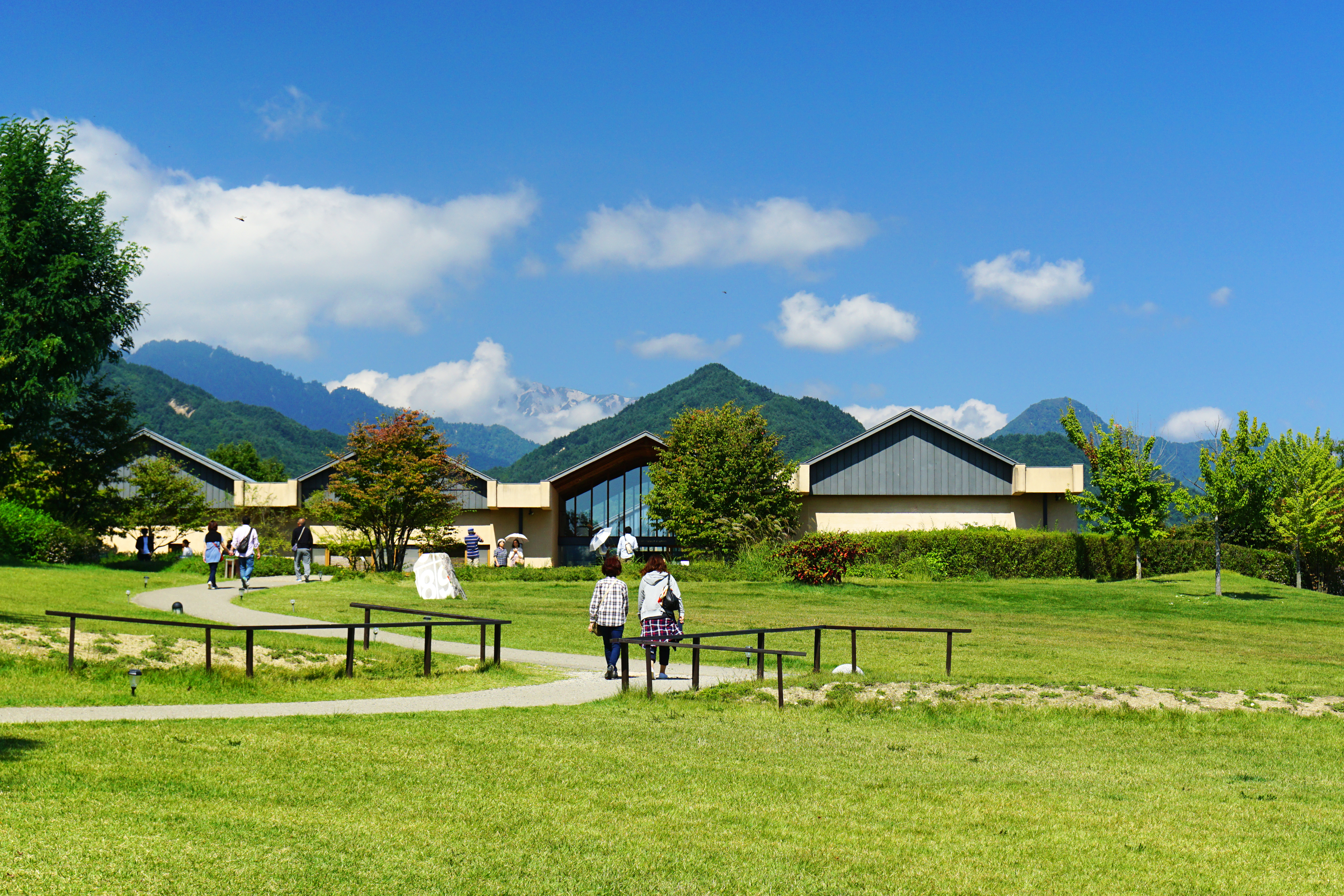
Musée d'art Chihiro à Azumino dans la préfecture de Nagano
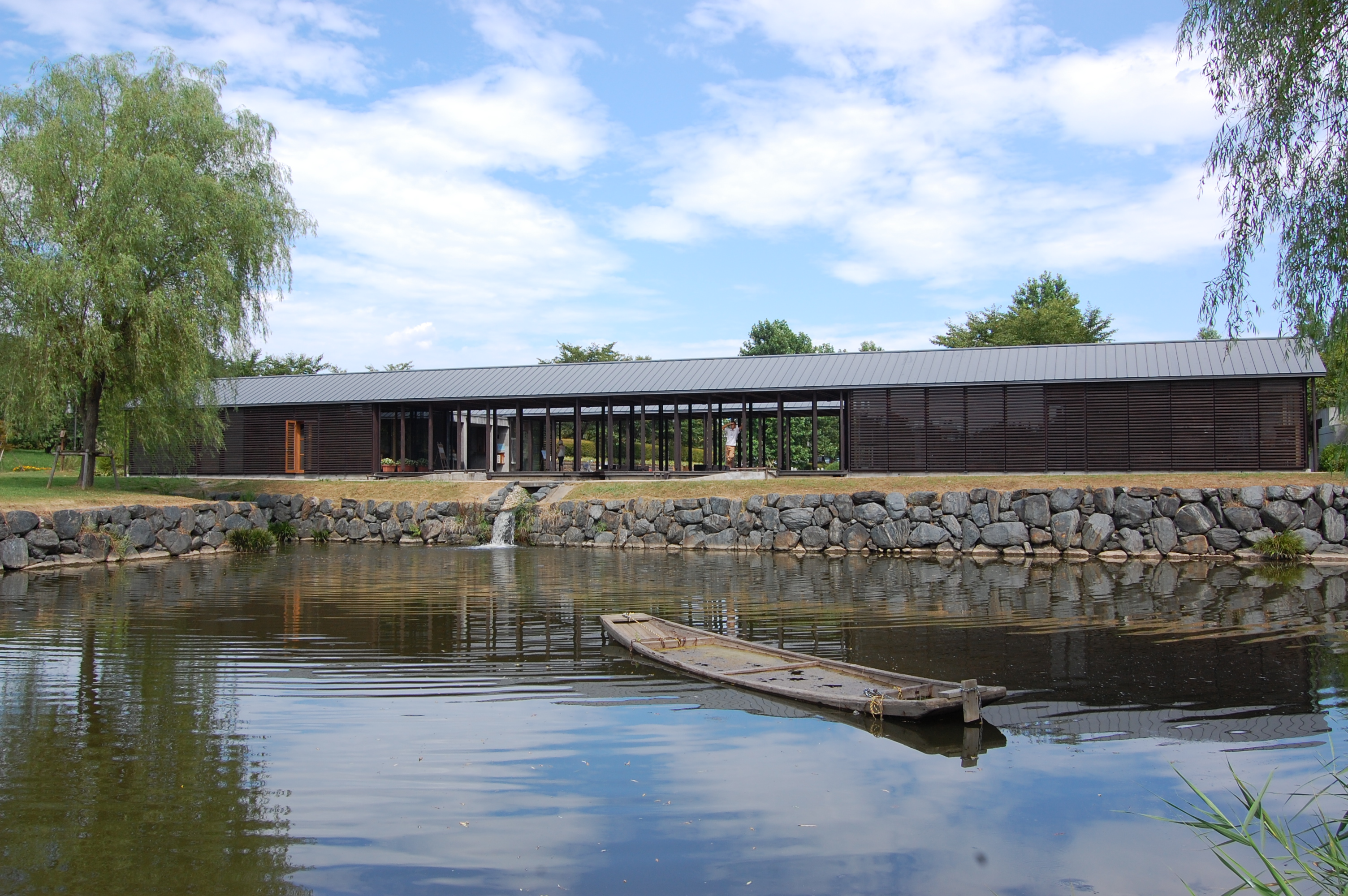
Centre des visiteurs au parc municipal de Koga

## Source de la traduction
- (en) Cet article est partiellement ou en totalité issu de l’article de Wikipédia en anglais intitulé « Hiroshi Naito » (voir la liste des auteurs).